# 李·明克勒
李·明克勒（英語：Lee Minkler）是一位美国音讯工程师。他与侄子迈克尔·明克勒和哥哥鲍勃·明克勒因电子世界争霸战，一起分享了奥斯卡最佳音响效果奖提名的荣誉。这是奥斯卡历史上唯一一次，一个家庭的三名成员一起在同一部电影中被提名。

## 精选影视作品
- 电子世界争霸战 (1982)